# كديش (سفيد دشت)
کدیش (بالفارسية: کدیش) هي قرية تقع في إيران في قسم سفید دشت الريفي. يقدر عدد سكانها بـ 15 نسمة .